# Ngaya Club de Mdé
El Ngaya Club de Mdé es un equipo de fútbol de Comoras que juega en la Primera División de las Comoras, la máxima categoría de fútbol en el país.

## Historia
Fue fundado en el año 1992 en la ciudad de Mdé en Gran Comora, por lo que para clasificar a la Primera División de las Comoras primero debe ganar la liga de la isla.
En 2015 logra llegar a la final de la Copa de las Comoras, la cual perdió ante el Fomboni FC 4-5 en penales juego de que en el tiempo regular el partido terminara 1-1.
En 2016 gana por primera vez el título de la isla, con lo que clasifica por primera vez a la Primera División de las Comoras, logrando el título nacional por primera vez en su historia. En 2017 vuelve a ser campeón nacional.

## Palmarés
- Primera División de las Comoras: 2

2016, 2017
- Liga de Gran Comora: 1

2016

## Participación en competiciones de la CAF
| Temporada | Torneo                      | Ronda      | Club              | Casa | Visita | Global |
| --------- | --------------------------- | ---------- | ----------------- | ---- | ------ | ------ |
| 2017      | Liga de Campeones de la CAF | Preliminar | Young Africans SC | 1-5  | 1-1    | 2-6    |
| 2018      | Liga de Campeones de la CAF | Preliminar | UD Songo          | 1-1  | 0-2    | 1-3    |

## Jugadores

### Jugadores destacados
- Ahmed Said Arfane
- Zamir Mohammed